# 1562
Cette page concerne l'année 1562  du calendrier julien. Pour l'année 1562 av. J.-C., voir 1562 av. J.-C.
L'année 1562 est une année commune qui commence un jeudi.

## Événements
- 6 février : l’empereur moghol Akbar épouse une princesse d’Amber pour s’assurer de l’alliance des princes Rajput, qu’il associe largement au gouvernement pour mener sa politique de conquêtes. Chiite, il pratique une politique religieuse plus tolérante que ses prédécesseurs[1].
- 1er mai-11 juin : les huguenots français Jean Ribault et René de Goulaine de Laudonnière établissent une colonie au nord de la Floride, sur Parris Island, qu'ils baptisent Charlesfort (22 mai)[2].
- 16 mai : Akbar fait exécuter Adam Khan, gouverneur du Mâlwa[3].
- 13 juin : fondation de San Juan (Argentine)[4].
- Octobre : le corsaire anglais John Hawkins part de Plymouth pour la Sierra Leone. Il commence la traite des noirs avec les colonies espagnoles des Antilles[5],[6].

- Japon : Matsudaira Takechiyo, le futur Tokugawa Ieyasu, rallie Oda Nobunaga après la défaite de ses tuteurs les Imagawa. Fort de cet appui, il conquiert rapidement le Mikawa et le Tōtōmi, deux provinces entourant ses possessions, puis se lance dans la conquête de la province de Mino (fin en 1567)[7].
- Éthiopie : sous la direction du luba Harmufa (1562-1570), plusieurs groupes oromos atteignent l’est du plateau éthiopien et poussent jusqu’à l’Angot, l’Amhara et le Bégameder[8].

### Europe

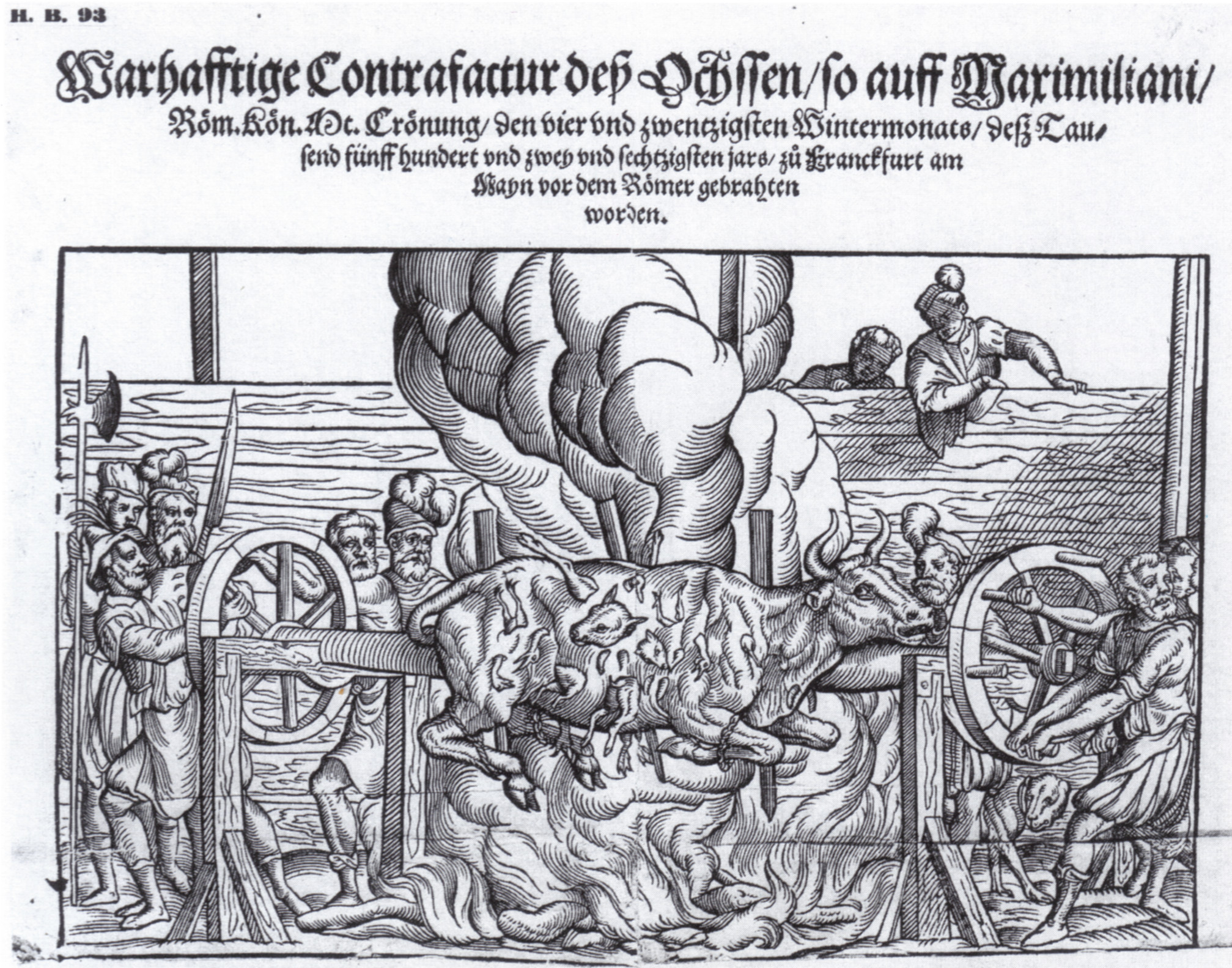
30 novembre : Couronnement de Maximilien II

- 15 janvier : modification du régime successoral en Russie[9]. Les domaines princiers, en l’absence d’héritiers mâles, et ceux des boyards, en l’absence de testament ou d’héritiers proches, reviendront à l’État.
- 17 janvier : Édit de pacification de Saint-Germain[10].
- 18 janvier 1562-3 décembre 1563 : troisième session (17 à 25) du concile de Trente. Les décrets et canon pris par les Pères concernent les pouvoirs des évêques, le caractère de la messe sacrifice (dite en latin avec explications en langue vulgaire, le canon de la secrète doit être dit à voix basse). Le concile organise la collation du sacrement de l’ordre et organise les séminaires pour l’éducation des jeunes clercs. Le concile remet au Saint-Siège le pouvoir de procéder à la publication du missel, du bréviaire et du catéchisme préparés par les congrégations du concile[11].
- 1er mars : le massacre de Huguenots à Wassy sous les ordres du duc de Guise déclenche les guerres de Religion en France (fin en 1598)[10].
- 15 mars : le Clementinum, collège jésuite de Prague, obtient le statut d’université[12].
- 12 mai : fondation du collège jésuite d’Innsbruck (Akademisches Gymnasium Innsbruck)[13], placé sous l’autorité de Pierre Canisius.
- 1er juin : paix signée à Prague entre les Ottomans et l'Autriche. Statu quo en Hongrie. Ferdinand doit signer une trêve de huit ans : Il verse un tribut aux Turcs et reconnaît Zapolyai en Transylvanie[14].
- 20 juin : diète de Segesvár, réunie après que Jean Sigismond de Hongrie a réprimé une insurrection des Sicules de Transylvanie[15].
- 24 août : ouverture du monastère de Saint-Joseph, fondé par Thérèse d'Ávila, qui réforme de l'ordre du Carmel en revenant à la règle primitive avec la bure, le jeûne, le silence et la clôture absolue[16].
- 20 septembre :
  - Élisabeth Ire d'Angleterre signe le traité d'Hampton Court avec les protestants français qui lui livrent Le Havre[10].
  - Maximilien II devient roi de Bohême[17].
- Octobre : la flotte des galères d’Espagne est engloutie par une tempête dans la baie de la Herradura, près de Malaga[18].
- 24 novembre : Maximilien II est élu roi des Romains. Francfort devient la ville du couronnement le 30[17].
- Novembre, Pologne : réunion de la diète de Piotrków (fin en mars 1563)[19]. Les protestants interdisent aux starostes, juges des diétines, d’exécuter les sentences des tribunaux ecclésiastiques ; ce qui se traduit par l’absence de toute persécution religieuse pendant plus d’un siècle. La noblesse, satisfaite, réintègre souvent l’Église catholique[20].
- 12 décembre : Turin est restituée au duc de Savoie par la France[21].
- 19 décembre : bataille de Dreux[10].

## Naissance en 1562
- 12 janvier : Charles-Emmanuel Ier, duc de Savoie et prince de Piémont († 26 juillet 1630).
- 16 janvier : Juan de Torres Osorio, évêque espagnol († 19 juillet 1632).
- 20 janvier : Ottavio Rinuccini, poète et librettiste d'opéra italien († 28 mars 1621).
- 28 janvier : Philippe Thomassin, graveur buriniste français († 12 mai 1622).
- 2 février :
  - Ippolito Buzzi, sculpteur italien († 23 février 1634).
  - Alonso de Ledesma, poète espagnol († 15 juin 1633).
- 12 février : Marie de Luxembourg, duchesse de Penthièvre et princesse de Martigues († 6 septembre 1623).
- 15 février : Maeda Toshinaga, daimyo japonais, deuxième seigneur du domaine de Kaga († 27 juin 1614).
- 27 mars : Jacob Gretser, jésuite allemand († 29 janvier 1625).
- 17 avril : Jerónimo Rodríguez de Espinosa, peintre espagnol († 1630).
- 21 avril : Valerius Herberger, théologien allemand († 18 mai 1627).
- 25 avril : Frédéric-Guillaume Ier de Saxe-Weimar, duc de Saxe-Weimar († 7 juillet 1602).
- 6 mai : Pietro Bernini, sculpteur italien († 29 août 1629).
- 26 mai : Jacques III de Bade-Hachberg, margrave allemand († 17 août 1590).
- 28 mai : Carlo Barberini, noble italien de la famille Barberini, lieutenant général de l'armée papale († 26 février 1630).
- 29 mai : Jean-Guillaume de Clèves, duc de Clèves, de Berg et de Juliers, comte de la Marck et de Ravensberg († 25 mars 1609).
- ? mai : Jan Pieterszoon Sweelinck, organiste, professeur et compositeur néerlandais († 16 octobre 1621).
- 6 juin : Tsutsui Sadatsugu, cousin et fils adopté de Tsutsui Junkei, seigneur féodal de la province de Yamato († 2 avril 1615).
- 11 juin : Tristan de Villelongue, docteur en théologie, conseiller d'état, député religieux et prédicateur du roi Henri IV († 11 juin 1631).
- 24 juin : François de Joyeuse, cardinal et homme politique français († 23 août 1615).
- 26 juin : Anne de Frise orientale, fille aînée de Edzard II de Frise orientale et de Catherine Vasa († 21 avril 1621).
- 25 juillet : Katō Kiyomasa, daimyo de la période Sengoku († 2 août 1611).
- 13 août : Gao Panlong, érudit et fonctionnaire chinois de la dynastie Ming († 1622).
- 19 août : Charles II de Bourbon, cardinal de Vendôme puis de Bourbon, prince de sang de la maison de Bourbon († 30 juillet 1594).
- 26 août : Bartolomé Leonardo de Argensola, écrivain espagnol († 4 février 1631).
- 1er septembre : Georges V de Nassau-Dillenbourg, comte de Nassau-Dillenbourg († 9 août 1623).
- 21 septembre : Vincent Ier de Mantoue, noble Italien, duc de Mantoue et de Montferrat († 18 février 1612).
- 24 septembre : Hercule Ier, souverain de Monaco († 29 novembre 1604).
- ? septembre : Pierre de Libertat, militaire français († 11 avril 1597).
- 1er octobre : César d'Este, duc de Modène et de Reggio († 11 décembre 1628).
- 4 octobre : Christian Sørensen Longomontanus, astronome et mathématicien danois († 8 octobre 1647).
- 19 octobre : George Abbot, évêque et archevêque anglais († 5 août 1633).
- 6 novembre : Francesco Sforza, cardinal italien († 9 septembre 1624).
- 20 novembre : Bernardo de Balbuena, poète espagnol († 11 octobre 1627).
- 25 novembre : Lope de Vega, dramaturge et poète espagnol († 27 août 1635).
- Date précise inconnue :
  - Marcello Adriani, humaniste et helléniste italien († 1604).
  - Jacques Aleaume, mathématicien français († 3 octobre 1627).
  - Bartholomeus Amicus, jésuite et théologien italien († 1649).
  - Isabella Andreini, poétesse et comédienne italienne († 11 juin 1604).
  - Georges d'Arradon, évêque de Vannes († 31 mai 1596).
  - Maria d'Avalos, princesse italienne († 17 octobre 1590).
  - Jean de Beaugrand, maître écrivain français († ?).
  - Giuseppe Bonachia, peintre et céramiste italien († 1622).
  - Bernard VI de Menthon, aristocrate et militaire savoyard († 16 décembre 1627).
  - Giuseppe Bonachia, peintre et maître-céramiste italien († 1622).
  - Nicolas Boucherat, religieux catholique français († 8 mai 1625).
  - Claude-Louis de Buttet, historien français († 4 octobre 1622).
  - Benoît de Canfield, religieux de l'ordre des frères mineurs capucins († 21 novembre 1611).
  - Henri Canisius, canoniste et historien de religion catholique hollandais († 2 septembre 1610).
  - Otto Casmann, philosophe allemand († 1er août 1607).
  - Felice Centini, cardinal italien († 24 janvier 1641).
  - Nicolas Chevalier, homme politique et magistrat français († 19 février 1630).
  - Andrea Chiocco, médecin italien († 3 avril 1624).
  - Henry Constable, poète anglais († 9 octobre 1613).
  - Samuel Daniel, poète, dramaturge et historien anglais († 14 octobre 1619).
  - Pieter van der Does, amiral néerlandais († 24 octobre 1599).
  - Francis Godwin, évêque et écrivain anglais († avril 1633).
  - Bento de Góis, frère jésuite portugais († 11 avril 1607).
  - Charles de Gontaut-Biron, militaire français († 31 juillet 1602).
  - Gotō Sumiharu, daimyo de la période Azuchi Momoyama de l'histoire du Japon († 12 septembre 1594).
  - Guy de Tours, poète français († 1611).
  - Cornelis Cornelisz van Haarlem, peintre et dessinateur maniériste néerlandais († 11 novembre 1638).
  - Hōjō Ujinao, daimyo japonais de l'époque Sengoku et dernier chef du clan Go-Hōjō († 19 décembre 1591).
  - Jean de Jauregui, connu pour avoir tenté d'assassiner Guillaume, prince d'Orange († 18 mars 1582).
  - Kasuya Takenori, samouraï de l'époque Azuchi-Momoyama, au service du clan Toyotomi († 1607).
  - Kurushima Michifusa, samouraï de la fin de la période Sengoku († 26 octobre 1597).
  - François II de La Valette-Cormusson, évêque français († 2 août 1622).
  - Paolo Camillo Landriani, peintre italien († 17 septembre 1618).
  - Carlo Gaudenzio Madruzzo, cardinal italien († 14 août 1629).
  - Giovanni Garzia Millini,  cardinal italien († 2 octobre 1629).
  - John Milton, compositeur anglais († 1647).
  - Natsuka Masaie, daimyō de la période Azuchi Momoyama († 8 novembre 1600).
  - Richard Neile, ecclésiastique anglican († 31 octobre 1640).
  - Adam van Noort, peintre et dessinateur flamand († 1641).
  - Antoine-Arnaud de Pardaillan de Gondrin, gentilhomme français († 28 mai 1624).
  - Pietro Provedi, frère jésuite et architecte baroque italien († 1623).
  - Louis VII de Rohan-Montbazon, comte, puis premier duc de Montbazon, comte de Rochefort († 1er novembre 1589).
  - Pierre-Léonard Roncas, seigneur de La Salle et Morgex, Baron de Châtel-Argent et seigneur de Saint-Pierre et de Cly († 21 avril 1639).
  - Sakai Tadatoshi, samouraï et daimyō du début de l'époque d'Edo († 21 décembre 1627).
  - Henry Spelman, historien anglais († 24 octobre 1641).
  - Andrea Spinola, 99e Doge de Gênes († 1641).
  - Marie Victoire De Fornari Strata, religieuse italienne († 15 décembre 1617).
  - Gabriel Trejo y Paniagua, cardinal espagnol († 2 février 1630).
  - Xu Guangqi, ministre, mathématicien et astronome à la cour impériale de Chine († 1633).
- 1561 ou 1562 :
- Philippe Bosquier, prêtre franciscain des Pays-Bas espagnols († 1636).
- 1562 ou 1563 :
- 10 décembre : Roger de Bellegarde, un favori des rois Henri III et Henri IV († 27 août 1635).
  - Pétros Arkoúdios, prêtre catholique grec († 1633).
  - John Bull, compositeur, musicien et facteur d'orgue anglo flamand († 12 mars 1628).
- Vers 1562 :
  - Edward Barton, diplomate anglais († 25 février 1598).
  - Roland Hébert, archevêque français († 21 juin 1638).
  - Richard Hawkins, navigateur, pirate et corsaire anglais († 17 avril 1622).

## Décès en 1562
- ? janvier : Ilie II Rareș, voïvode de Moldavie (° 1531).
- 20 février : Jane Stuart, surnommée la belle écossaise, fille illégitime de Jacques IV d'Écosse et d'Isabelle Stuart de Buchan (° 17 juillet 1502).
- 4 avril :  Miyoshi Yoshikata, samouraï de l'époque Sengoku qui sert le clan Miyoshi (° 1527).
- 4 mai : Lelio Sozzini, humaniste italien (° 9 janvier 1525).
- 2 juin : Tamás Nádasdy, homme politique hongrois (° 1498).
- 18 juin : Cristoforo Canal, amiral vénitien (° 12 septembre 1510).
- 1er août : Virgil Solis, illustrateur et graveur allemand (° 1514).
- 18 septembre : Andreas Cellarius, pasteur, surintendant et théologien luthérien (° 1503).
- 9 octobre : Gabriel Fallope chirurgien et anatomiste italien (° vers 1523).
- 13 octobre : Claudin de Sermisy, musicien français (° vers 1495).
- 28 octobre : George Gordon, noble écossais catholique, 4e comte de Huntly (° 1514).
- ? octobre : Conrad Bade, imprimeur français (° 1525).
- 17 novembre : Antoine de Bourbon, roi de Navarre par mariage (° 22 avril 1518).
- 20 novembre : Jean de Médicis, cardinal italien (° 29 septembre 1543).
- 5 décembre : Bartolomeo Cavalcanti, noble florentin, écrivain et adversaire politique des Médicis (° 14 janvier 1503).
- 16 décembre : Jean Dehem, Minime français (° 1528)[22].
- 17 décembre :  Adrien Willaert, maître de chapelle de Saint-Marc (° vers 1490).
- 19 décembre : Jacques d'Albon de Saint-André, noble français (° vers 1505).
- Date précise inconnue :
  - André-Éloi de Backer, jurisconsulte, professeur universitaire et avocat belge (° 1520).
  - Francesco Beccaruzzi, peintre italien de l'école vénitienne (° 1492).
  - Pierre de Boscosel de Chastelard, gentilhomme dauphinois, petit-fils de Pierre Terrail de Bayard (° 1540).
  - Martín Gómez le Vieux, peintre espagnol (° vers 1500).
  - Frans Huys, graveur Anversois (° 1522).
  - Fermo Stella, peintre italien (° 1490).
  - Jean Taisnier, musicien, astrologue et mathématicien (° 1508).
  - Juan de Villoldo, peintre espagnol (° vers 1516).